# Risch ZG
| ZG ist das Kürzel für den Kanton Zug in der Schweiz. Es wird verwendet, um Verwechslungen mit anderen Einträgen des Namens Risch zu vermeiden. |

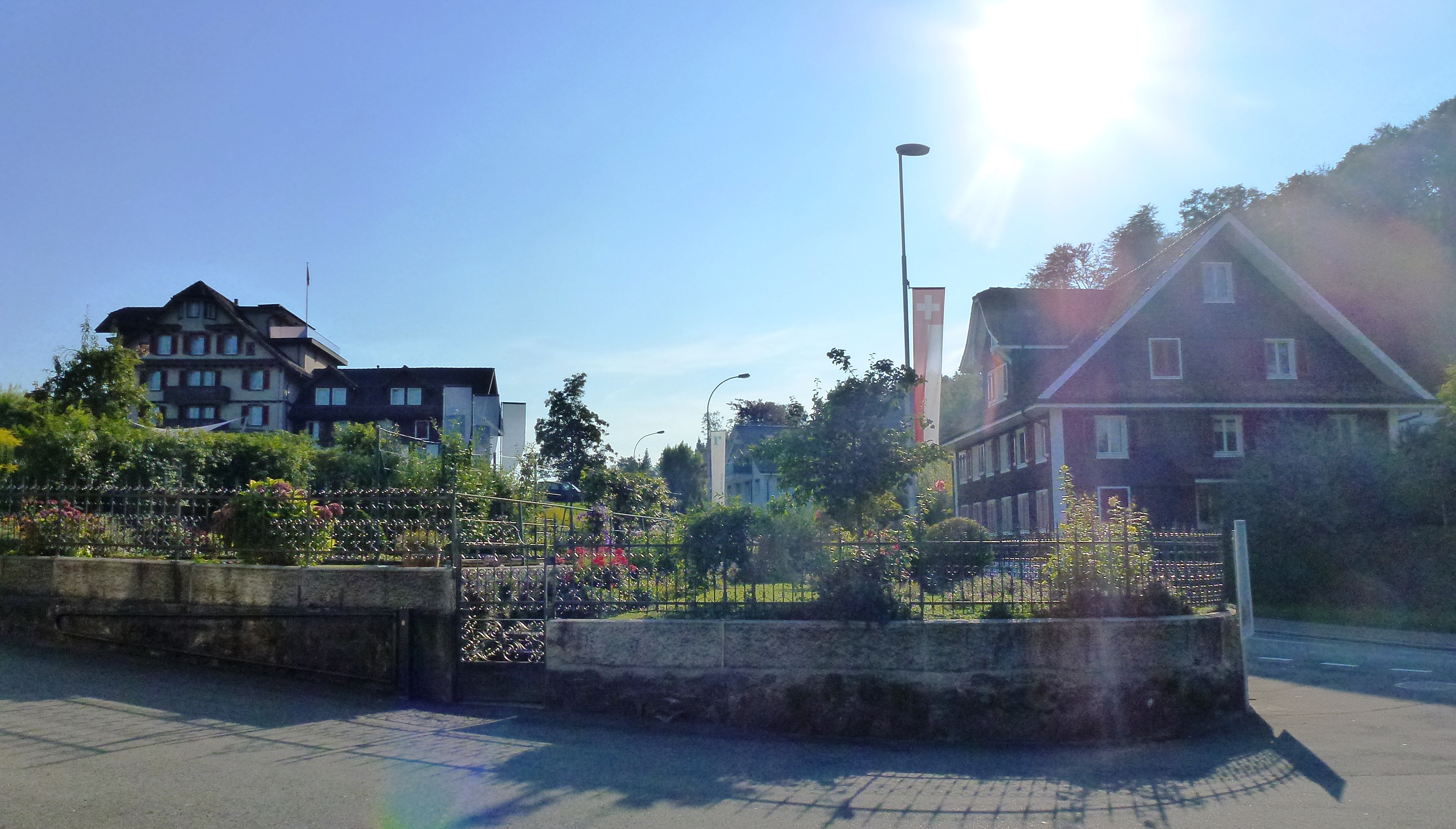
Das Dorf Risch

Der Ort Risch [ˈriːʃ] liegt am Zugersee in der gleichnamigen Gemeinde im Schweizer Kanton Zug. Risch ist die kleinste der vier Ortschaften in der Gemeinde Risch. Risch wurde 1798 Namensgeber der neuen Gemeinde, welche aus der Herrschaft Buonas und der Vogtei Gangolfswil hervorgegangen war. Die Gemeindeverwaltung der Gemeinde Risch befand sich allerdings nie in Risch, sondern bis 1959 in Buonas und danach im wirtschaftlich wichtigeren Rotkreuz, das als Hauptort der Gemeinde gilt. Am 31. Dezember 2012 zählte das Dorf Risch 482 Einwohner.

## Der Ort
Der Ort Risch ist der südöstlichste Ort der Gemeinde und erstreckt sich von der Landzunge Buonas bis zur südlichen Gemeindegrenze am Aabach. Das eigentliche Dorf Risch liegt im nördlichen Teil zwischen Chilchbergwald und Zugersee. Hier befinden sich die Kirche St. Verena, die Schule, das Hotel Wildenmann, der Bootshafen sowie das Roche Weiterbildungszentrum. Der südlichere Teil Rischs, welcher als Oberrisch bezeichnet wird, ist erst seit hauptsächlich 1990 gewachsen und erstreckt sich entlang des Ufers des Zugersees. Südlich wird Oberrisch durch das Gut Aabach abgeschlossen, welches im Besitz von Daniel Vasella (Ex-Chef von Novartis) ist. Auf diesem Gut soll bis 2014 ein, an das Roche-Forum angelehntes, Novartis-Forum entstehen, das der Ausbildung von Führungskräften dienen soll. Durch Risch verläuft die Hauptstrasse 368 von Sins nach Küssnacht SZ. Der Bahnhof Meierskappel-Risch, der sich in der Stockeri befindet, ist seit 1999 nicht mehr in Betrieb. Die geplante Ortsumfahrung von Risch wurde nicht realisiert.

## Geschichte

### Archäologie

Historisches Luftbild von Walter Mittelholzer zwischen 1918 und 1937

In Oberrisch und Aabach, welche leicht südlich des eigentlichen Dorfes liegen, wurden zwischen 1995 und 1997 Überreste einer jungsteinzeitlichen Seeufersiedlung der Pfyner Kultur ausgegraben; eine bis zu 10 cm mächtige Kulturschicht überdeckte 1300 Pfähle und umfangreiches Fundgut, wie Keramik, Gusstiegel, Steingeräte, Gewebe etc. Dendrodatierungen weisen in die Zeit um 3700 v. Chr.
Auf dem Chilchberg befindet sich eine 2004 instandgesetzte, L-förmige Steinreihe von 240 bzw. 60 m Länge, bestehend aus rund 210 grösseren und kleineren Steinblöcken. Ihr ursprünglicher Zweck entzieht sich einer schlüssigen Deutung. Urkundlich archäologische Hinweise fehlen, die Entstehungszeit ist unbekannt. Bei der Instandsetzung wurden auch Keramikteile aus dem 17./18. Jh. gefunden.

### Etymologie, Mittelalter und Neuzeit
Der Ortsname Risch, als Bezeichnung für Riedland, ist verwandt mit keltisch rusco und lateinisch ruscus (für Segge oder Binse; neben Risch auch Rusch genannt) und bezieht sich auf Sumpfpflanzen im Riedland wie Schilfrohr, Riedgras und Zittergras. Papst Hadrian IV. erwähnte in einem Schutzbrief des Klosters Muri vom 28. März 1159 die Kirche Risch als ecclesia Rishe, wodurch sie erstmals urkundlich erwähnt wird. Um 1298 wechselte das Patronatsrecht vom Kloster Muri zur auf Schloss Hertenstein (heute Schloss Buonas) lebenden Familie von Hertenstein, welches bis 1798 bestehen blieb. Trotz zahlreicher Konflikte zwischen der Stadt Zug, die der Vogtei Gangolfswil überstellt war, und den Herren von Herteinstein gelangte Risch nie unter Herrschaft der Zuger. Durch den militärischen Eingriff Frankreichs von 1798, der die Untertanenverhältnisse beseitigte, und welchem der Zusammenschluss der Vogtei Gangolfswil und der Herrschaft Buonas zur (heutigen) politischen Gemeinde Risch erfolgte, wurde die Pfarrei Risch nicht nur Namensgeber der neugebildeten Gemeinde, sondern erhielt auch eigenes Ortsrecht. Allerdings galt Risch seit 1798 kein einziges Mal als Gemeindehauptort, da die Gemeinderat und Gemeindekanzlei stets in Buonas oder Rotkreuz tagten bzw. waren.

## Kirche St. Verena

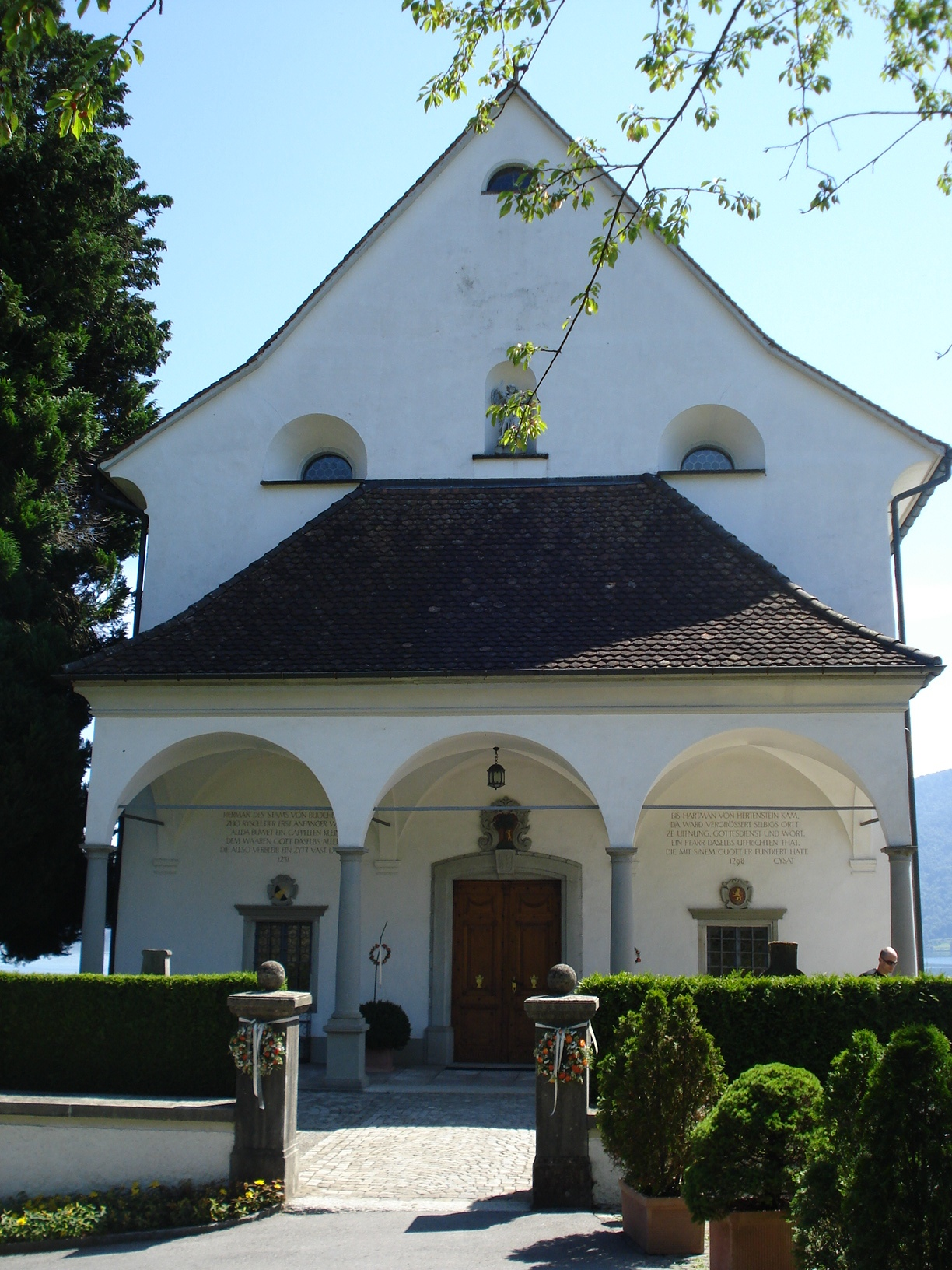
Die Kirche St. Verena Risch

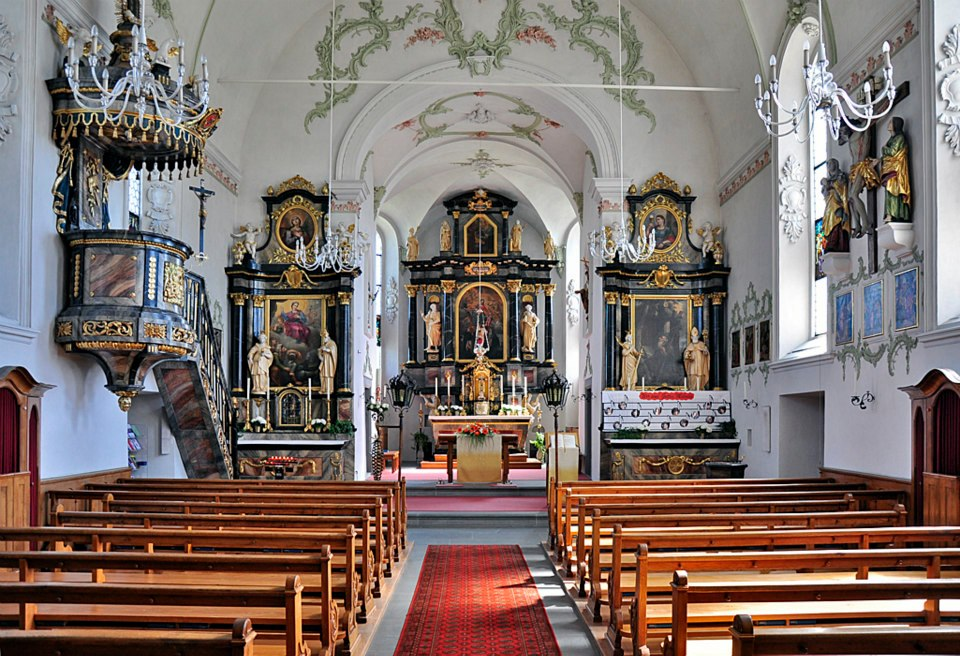
Innenansicht der Verenakirche

Die Kirche St. Verena ist die wichtigste und älteste Kirche der Gemeinde Risch. 1978 wurden Archäologische Untersuchungen zur Kirche durchgeführt, bei denen die weiteren Kirchen entdeckt wurden. Da diese sich in einer tieferen Lage unter der heutigen Kirche befinden, sind sie zugänglich. Aufgrund der Nachuntersuchung von 2005
ergibt sich folgende Bauabfolge:
Anlage I (Karolingische Kirche), 8./9. Jh.
In dieser ersten Kirche befanden sich vierzehn Gräber. Diese Kirche bestand aus einem rechteckigen Saal und einem eingezogenen, gerade geschlossenen Chor.
Anlage II, 8./9. Jh.
Wie ihre Vorgängerin bestand auch diese Kirche aus einem rechteckigen Saal und einem eingezogenen, gerade geschlossenen Chor. Jedoch bestand diese Kirche aus Stein und hatte bereits Seiteneingänge.
Anlage III (Romanische Kirche), 12./13. Jh.
Diese Kirche übernahm, mit neuem Mauerwerk, weitgehend den Grundriss ihrer Vorgängerin, allerdings mit geräumigerem Altarhaus.
Anlage IV/V (Vergrösserung und Turmbau) und VI/VII (spätmittelalterlich-frühneuzeitliche Änderungen), Ende 13.–15. Jh.
Der Turm der Kirche wurde nach 1288 erbaut (Anlage IV). Ob die Verlängerung des Schiffes (Anlage V) im gleichen Zug stattfand, ist nicht klar. In der Folge der Erweiterung wurden ein weiteres Altarhaus nach Süden (Anlage VI) sowie ein Beinhaus (Anlage VII) errichtet.
Anlage VII, 1680–1684
In der Zeit von 1680 bis 1684 wurde die heutige Kirche erbaut unter Verwendung des alten Turms. In dieser Kirche lassen sich noch ältere Baureste erkennen.
Nach der Restauration 1979/1980, nach den Archäologischen Untersuchungen, wurde die Kirche wieder nahezu gleich wie die Kirche vor der Renovation eingerichtet.

## Persönlichkeiten
- Albert Kuhn (1839–1929), Kunsthistoriker, Kapitular des Stiftes Maria-Einsiedeln und Professor für Kunstgeschichte, geboren in Risch
- Ernst Göhner (1900–1971) war ein Schweizer Bauunternehmer und ist in Risch begraben;
- Amelia Göhner-Burkhard (1891–1968) war die Frau von Ernst Göhner und ist ebenfalls in Risch begraben
- Karl von Gonzenbach (1841–1905), war Erbauer des neuen Schlosses Buonas und ist in Risch begraben;
- Olga Escher (1844–1891), Ehefrau von Karl von Gonzenbach und ist in Risch begraben;
- Vera von Gonzenbach (1873–1918), Tochter von Karl von Gonzenbach und Olga Escher, begraben in Risch;
- Mary Olga Vera von Kleist (1903–1969), Tochter von Vera von Gonzenbach und Ewald Karl Heinrich von Kleist und ist begraben in Risch;
- Ernst Graf von Pourtalés, Ehemann von Mary Olga Vera von Kleist und ebenfalls begraben in Risch;
- Daniel Vasella (* 1953), ehemaliger Chief Executive Officer (CEO) und Verwaltungsratspräsident von Novartis; wohnt in Risch;
- Sean Simpson (* 1960), Nationaltrainer der Schweizer Eishockeynationalmannschaft und ehemaliger kanadischer Eishockeyspieler, wohnhaft in Risch;